# Scirpophaga humilis
Scirpophaga humilis là một loài bướm đêm trong họ Crambidae.